# Robert Dudley, Bá tước thứ 1 xứ Leicester

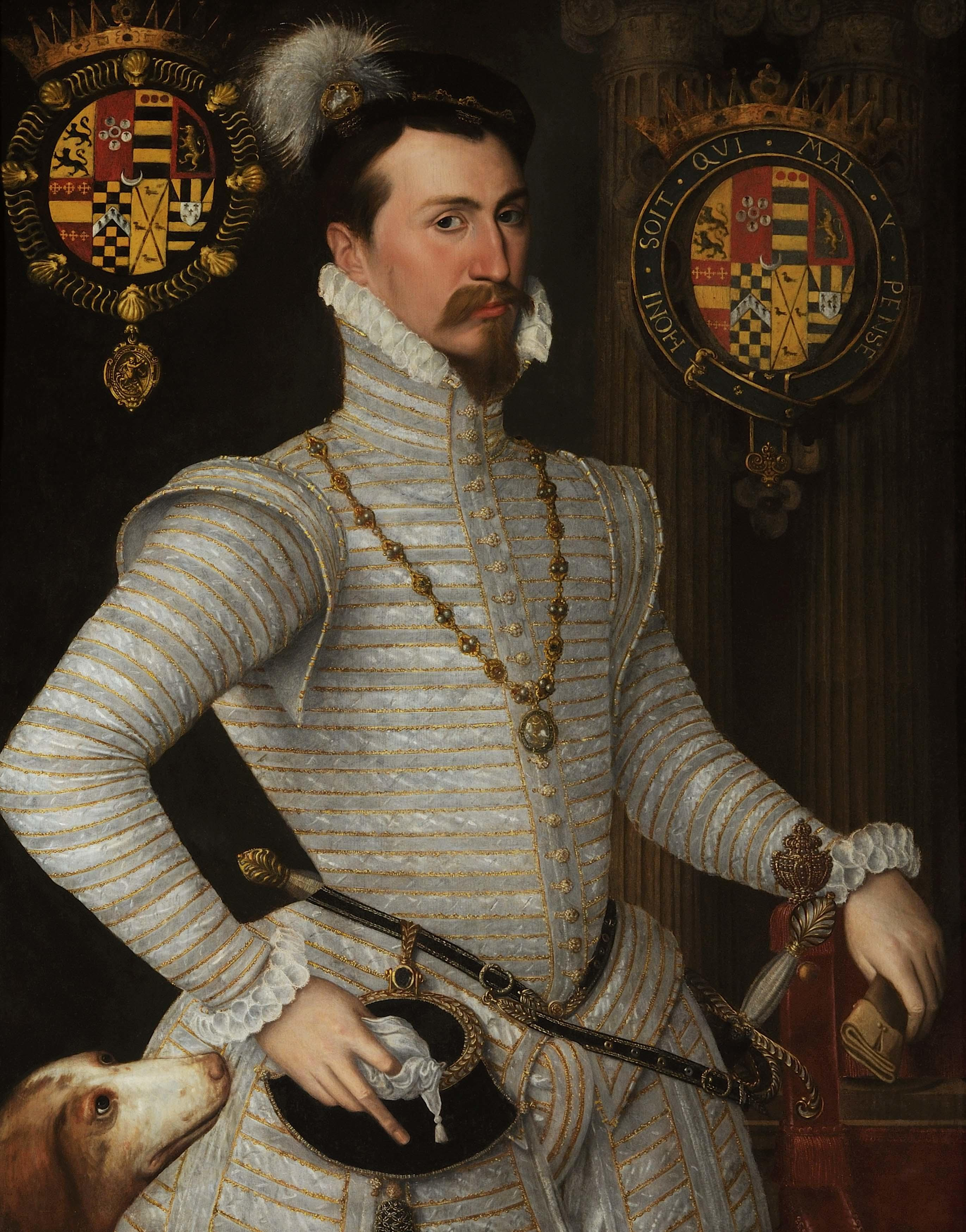
Robert Dudley năm 1564.

Robert Dudley, Bá tước thứ 1 xứ Leicester (1532–1588) là một nhà quý tộc người Anh, người bạn từ thuở thiếu thời của Elizabeth I của Anh.
Dudley có mối quan hệ thân thiết với Elizabeth, hai người luôn duy trì tình bạn lâu dài. Tuy nhiên mối quan hệ này bị William Cecil, cố vấn thân tín nhất của Elizabeth, phản đối.
Dudley kết hôn với Amy Robstart. Năm 1560, cái chết không rõ nguyên nhân của Amy Robstart đã gây ra nhiều lời đồn đoán về sự liên quan của Elizabeth.
Dudley đã được nữ vương Elizabeth I phong làm Bá tước xứ Leicester và được bổ nhiệm vào Hội đồng Cơ mật.